# Hymenektomi
Hymenektomi er et mindre medicinsk indgreb der indebærer en kirurgisk åbning eller fjernelse af jomfruhinden. Indgrebet foretages som behandling af hymen imperforatus og i andre situationer hvor jomfruhinden er usædvanlig tyk eller ufleksibel for derved at muliggøre en normal menstruation og samleje.